# 8061 Gaudium
A 8061 Gaudium (ideiglenes jelöléssel 1975 UF) a Naprendszer kisbolygóövében található aszteroida. Paul Wild fedezte fel 1975. október 27-én.